# Hymenogaster
Гіменогастер (Hymenogaster) — рід грибів родини Strophariaceae. Назва вперше опублікована 1831 року.
В Україні зустрічається Гіменогастер білий (Hymenogaster albus) та Гіменогастер звичайний (Hymenogaster vulgaris).